# 宮坂宥洪
宮坂 宥洪（みやさか ゆうこう、1950年11月11日 - ）は、真言宗の僧、仏教学者。
長野県岡谷市生まれ。父は宮坂宥勝。1973年高野山大学仏教学科卒。名古屋大学大学院在学中に文部省国際交流制度の試験に合格してインド・プネー大学に留学し、30才で哲学博士の学位取得。岡谷市の真言宗智山派照光寺住職。真言宗智山派の最高研究教育機関である智山伝法院の院長。

## 著書
- 『インド留学僧の記』人文書院 1984
- 『般若心経の新世界 インド仏教実践論の基調』人文書院 1994
- 『今日から自分を変えられる本』四季社 チッタ叢書 1995
- 『密教の遊歩道 これからの仏教』角川書店 1995
- 『仏教が救う日本の教育』角川書店 2003
- 『真釈般若心経』角川ソフィア文庫　2004

### 監修
- 『「修身」全資料集成』監修・解題 四季社 2000
- 『空海と真言宗 知れば知るほど』監修 実業之日本社 2006
- 『近代仏教を問う』智山伝法院編 廣澤隆之共監修 春秋社 2014
- 『入門般若心経 この1冊で般若心経が分かる・読める・書ける!』監修 洋泉社MOOK　2014
- 『まんがと図説般若心経をよむ』監修 日本文芸社 にちぶんMOOK 2015
- 『眠れなくなるほど面白い 図解 般若心経』監修　日本文芸社　2020

### 翻訳
- H.V.ギュンター,C.トゥルンパ『タントラ叡智の曙光 タントラ仏教の哲学と実践』人文書院 1992
- チュギャム・トゥルンパ『心の迷妄を断つ智慧 チベット密教の真髄』春秋社 2002
- 『ダライ・ラマゾクチェン入門』春秋社 2003
- 『ダライ・ラマ般若心経入門』トゥプテン・ジンパ編 春秋社 2004
- ダライ・ラマ『ヒューマン・バリュー 人間の本当の値打ちとは』編訳 マリア・リンツェン原訳 四季社 チッタ叢書　2007
- 『ダライ・ラマ実践の書』ジェフリー・ホプキンズ編 春秋社 2010

## 論文
- 宮坂宥洪